# テケス県
テケス県（テケスけん）は、中華人民共和国新疆ウイグル自治区イリ・カザフ自治州に位置する県。

## 行政区画
5鎮、1郷、2民族郷を管轄：
- 鎮：テケス鎮（特克斯鎮）、チョラクテレク鎮（喬拉克鉄熱克鎮）、カラダラ鎮（喀拉達拉鎮）、チリョゼク鎮（斉勒烏沢克鎮）、カラトカイ鎮（喀拉托海鎮）
- 郷：キョクス郷（闊克蘇郷）
- 民族郷：フジルティ・モンゴル族郷（呼吉爾特蒙古族郷）、キョクテレク・キルギス族郷（闊克鉄熱克柯爾克孜族郷）
- 七十八団

## 八卦城
テケス（特克斯）城の配置は易経の八卦の構造に基づいて建造され、都市全体の中心は一個の巨大な円形の花園で、太極の陰陽両極を為す。八条の街が八方向に放射状に延び、中心の花園と同心状の4条の環状路と交わって、四環路で64条の街道を形成する。
テケス城の位置は1220年にチンギス・ハーンが道教の全真教龍門派教主丘処機を招いて西域に向かった際に決めさせたという。700年以上後に易理に精通したイリ屯墾使邱宗浚により建設された。この都市の配置と発展は常に易経をどう運用するかの研究を用いて建設されてきた。2004年にテケス県城は自治区級歴史文化名城となった（第一批）。